# Lijst van nummer 1-albums in de Nederlandse Album Top 100 in 1985
Onderstaande albums stonden in 1985 op nummer 1 in de Nationale Hitparade LP Top 50 en vanaf 23 november 1985 in de Nationale Hitparade Elpee Top 75, de voorlopers van de huidige Nederlandse Album Top 100. Wekelijks verzamelde bureau Intomart gegevens voor het samenstellen van de lijst onder auspiciën van Buma/Stemra.
| Nummer | Datum        | Artiest                                          | Titel                                            | Opmerking                                        |
| ------ | ------------ | ------------------------------------------------ | ------------------------------------------------ | ------------------------------------------------ |
| 208    | 5 januari    | Diverse artiesten                                | The Christmas album - Diamond collection vol. 13 | Verzamelalbum                                    |
| 205    | 12 januari   | Wham!                                            | Make it big                                      |                                                  |
|        | 19 januari   | Wham!                                            | Make it big                                      |                                                  |
|        | 26 januari   | Wham!                                            | Make it big                                      |                                                  |
| 201    | 2 februari   | Sade                                             | Diamond life                                     |                                                  |
|        | 9 februari   | Sade                                             | Diamond life                                     |                                                  |
| 209    | 16 februari  | Diverse artiesten                                | The hits album                                   | Verzamelalbum                                    |
|        | 23 februari  | Diverse artiesten                                | The hits album                                   | Verzamelalbum                                    |
|        | 2 maart      | Diverse artiesten                                | The hits album                                   | Verzamelalbum                                    |
| 210    | 9 maart      | Phil Collins                                     | No jacket required                               |                                                  |
| 211    | 16 maart     | Tears for Fears                                  | Songs from the big chair                         |                                                  |
| 212    | 23 maart     | Depeche Mode                                     | Love in itself - 2-3 and live tracks             |                                                  |
|        | 30 maart     | Depeche Mode                                     | Love in itself - 2-3 and live tracks             |                                                  |
| 213    | 6 april      | Normaal                                          | Steen-stoal en sentiment                         |                                                  |
| 214    | 13 april     | Commodores                                       | Nightshift                                       |                                                  |
| 215    | 20 april     | Paul Young                                       | The secret of association                        |                                                  |
| 211    | 27 april     | Tears for Fears                                  | Songs from the big chair                         |                                                  |
| 216    | 4 mei        | USA for Africa                                   | We are the world                                 |                                                  |
| 217    | 11 mei       | Prince & The Revolution                          | Around the world in a day                        |                                                  |
| 218    | 18 mei       | Bruce Springsteen                                | Born in the U.S.A.                               |                                                  |
|        | 25 mei       | Bruce Springsteen                                | Born in the U.S.A.                               |                                                  |
| 219    | 1 juni       | Dire Straits                                     | Brothers in arms                                 |                                                  |
|        | 8 juni       | Dire Straits                                     | Brothers in arms                                 |                                                  |
| 218    | 15 juni      | Bruce Springsteen                                | Born in the U.S.A.                               |                                                  |
|        | 22 juni      | Bruce Springsteen                                | Born in the U.S.A.                               |                                                  |
|        | 29 juni      | Bruce Springsteen                                | Born in the U.S.A.                               |                                                  |
|        | 6 juli       | Bruce Springsteen                                | Born in the U.S.A.                               |                                                  |
|        | 13 juli      | Bruce Springsteen                                | Born in the U.S.A.                               |                                                  |
|        | 20 juli      | Bruce Springsteen                                | Born in the U.S.A.                               |                                                  |
|        | 27 juli      | Bruce Springsteen                                | Born in the U.S.A.                               |                                                  |
|        | 3 augustus   | Bruce Springsteen                                | Born in the U.S.A.                               |                                                  |
|        | 10 augustus  | Bruce Springsteen                                | Born in the U.S.A.                               |                                                  |
|        | 17 augustus  | Bruce Springsteen                                | Born in the U.S.A.                               |                                                  |
|        | 24 augustus  | Bruce Springsteen                                | Born in the U.S.A.                               |                                                  |
|        | 31 augustus  | Bruce Springsteen                                | Born in the U.S.A.                               |                                                  |
|        | 7 september  | Bruce Springsteen                                | Born in the U.S.A.                               |                                                  |
| 220    | 14 september | Madonna                                          | Like a virgin                                    |                                                  |
| 221    | 21 september | Sting                                            | The dream of the blue turtles                    |                                                  |
| 222    | 28 september | Koos Alberts                                     | Ik zal je nooit vergeten                         |                                                  |
| 223    | 5 oktober    | Kate Bush                                        | Hounds of love                                   |                                                  |
|        | 12 oktober   | Kate Bush                                        | Hounds of love                                   |                                                  |
| 224    | 19 oktober   | BZN                                              | Maid of the mist                                 |                                                  |
|        | 26 oktober   | BZN                                              | Maid of the mist                                 |                                                  |
| 225    | 2 november   | Gerard Joling                                    | Love is in your eyes                             |                                                  |
| 226    | 9 november   | Simple Minds                                     | Once upon a time                                 |                                                  |
|        | 16 november  | Simple Minds                                     | Once upon a time                                 |                                                  |
| 227    | 23 november  | Sade                                             | Promise                                          |                                                  |
|        | 30 november  | Sade                                             | Promise                                          |                                                  |
|        | 7 december   | Sade                                             | Promise                                          |                                                  |
|        | 14 december  | Sade                                             | Promise                                          |                                                  |
|        | 21 december  | Sade                                             | Promise                                          |                                                  |
|        | 28 december  | geen Nationale Hitparade Elpee Top 75 verschenen | geen Nationale Hitparade Elpee Top 75 verschenen | geen Nationale Hitparade Elpee Top 75 verschenen |